# اشتباكات الضنية
جرت اشتباكات الضنية (30 ديسمبر 1999 – 6 يناير 2000) بين جماعة التكفير والهجرة الإسلامية والجيش اللبناني استمرت ثمانية أيام في منطقة الضنية الجبلية شرق مدينة طرابلس الساحلية. على مدى عدة أيام استطاعت قوات الجيش اللبناني البالغ عددها حوالي 13،000 والمدعومة بالدبابات والمدفعية هزم الجماعة سريعاً والمكونة من 200–300 مقاتل.